# Vielsalm
Pour les articles homonymes, voir Salm.
Vielsalm (en wallon Li Viye Såm, en Luxembourgeois Sëm Gaanglef/Zënt Gängelef, en allemand Altsalm) est une commune francophone de Belgique située en Région wallonne dans la province de Luxembourg, ainsi qu’une localité où siège son administration.
La commune fait partie de l'arrondissement administratif de Bastogne.

## Étymologie
Le village, comme celui de Salmchâteau, doit une part de son nom à un petit cours d'eau, la Salm (la région se nomme d'ailleurs le Val de la Salm, ou Pays de Salm). Le mot Salm viendrait du celtique salwa (noir, brouillé).
Vielsalm (Viye Såm en wallon) signifierait littéralement « Vieille Salm » car, à un moment donné, le seigneur déplaça son château, et ce devint le nouveau centre du bourg ; mais la roue tourna encore, et le centre redevint la « vieille » Salm, dès lors appelée ainsi, et qui éclipsa la « nouvelle » Salm (aujourd'hui Salm-Château).
Une étymologie populaire explique Salm et Vielsam par l'allemand Salm « saumon ». Les armoiries de l'ancienne maison de Salm ainsi que celles de l'actuelle commune, sont des armes parlantes basée sur cette interprétation.

## Géographie
Le point culminant de la province de Luxembourg se trouve sur le territoire de Vielsalm à la Baraque de Fraiture (652 m).
L’altitude la plus haute est donc de 652 mètres (Baraque de Fraiture) alors que son altitude la plus basse est de 294 mètres (Grand-Halleux). Son altitude moyenne est alors de 473 mètres.

### Géologie
Le coticule extrait à Vielsalm doit la finesse exceptionnelle de ses propriétés abrasives à la spessartine, une variété particulière de grenat. Le coticule est un schiste métamorphique micro-cristallin à grain très fin, composé pour 35 à 40 % environ de petits cristaux de spessartine, de 5 à 20 microns de diamètre. Cette roche assez rare, dont les carrières d'extraction sont actuellement quasiment épuisées, était exploitée depuis le début du XVIe siècle pour en faire des pierres à rasoir très recherchées pour leur grande longévité.

### Sections de commune
| # | Nom           | Superf. (km²) | Habitants (2020) | Habitants par km² | Code INS |
| - | ------------- | ------------- | ---------------- | ----------------- | -------- |
| 1 | Vielsalm      | 36,16         | 4.328            | 120               | 82032A   |
| 2 | Petit-Thier   | 30,69         | 619              | 20                | 82032B   |
| 3 | Bihain        | 49,00         | 1.579            | 32                | 82032C   |
| 4 | Grand-Halleux | 24,83         | 1.360            | 55                | 82032D   |

### Communes limitrophes
La commune est délimitée au nord et à l’est par la province de Liège (dont la Communauté germanophone à l’est).
| Lierneux         | Trois-Ponts | Trois-Ponts        |
| Manhay           | Vielsalm    | Saint-Vith         |
| Houffalize Gouvy | Gouvy       | Burg-Reuland Gouvy |

### Climat
| Mois                              | jan. | fév. | mars | avril | mai  | juin | jui. | août | sep. | oct. | nov. | déc. | année |
| --------------------------------- | ---- | ---- | ---- | ----- | ---- | ---- | ---- | ---- | ---- | ---- | ---- | ---- | ----- |
| Température minimale moyenne (°C) | −1,6 | −1,8 | 0,2  | 2,4   | 6,3  | 9,4  | 11,5 | 10,9 | 7,8  | 5,3  | 2,1  | −0,6 | 4,3   |
| Température moyenne (°C)          | 1    | 1,4  | 4,4  | 7,7   | 11,6 | 14,6 | 16,6 | 16,2 | 12,7 | 9    | 4,8  | 1,8  | 8,48  |
| Température maximale moyenne (°C) | 3,6  | 4,6  | 8,6  | 12,9  | 16,8 | 19,8 | 21,8 | 21,5 | 17,5 | 12,7 | 7,5  | 4,2  | 12,6  |
| Précipitations (mm)               | 110  | 89   | 84   | 61    | 76   | 76   | 87   | 93   | 80   | 84   | 93   | 126  | 1 061 |

## Démographie

### Évolution démographique avant la fusion de 1977
- Source: DGS, 1831 à 1970=recensements population, 1976= habitants au 31 décembre
- 1856: Scission de Petit-Thier

### Évolution démographique de la commune fusionnée
En tenant compte des anciennes communes entraînées dans la fusion de communes de 1977, on peut dresser l'évolution suivante:
Les chiffres des années 1831 à 1970 tiennent compte des chiffres des anciennes communes fusionnées.
- Source: DGS , de 1831 à 1981=recensements population; à partir de 1990 = nombre d'habitants chaque 1 janvier[3]

## Histoire

### Préhistoire
Des pierre taillées en forme de fève de café, d’environ 40 cm. de longueur et destinées à servir de meules à broyer le grain ont été découvertes sur le banc d’arkose (roche gréseuse riche en feldspath) qui va des Quatre-Vents (Neuville) vers l’est, ainsi que près de Provedroux. Une longue série d’excavations pour l’extraction de la pierre d’arkose constitue un indice encore de cette époque. Partant des environs de Joubiéval, on la retrouve à l’est des Quatre-Vents, puis plus loin au-delà des Mauvaises-Pierres (Petit-Thier). On ne peut que lui donner un âge d’environ deux millénaires.
Deux noms antiques de cours d’eau de la région témoignent aussi de la présence celtique. Il s’agit de « Glain » et « Salm », deux termes que l’on rencontre dans toute l’Europe. Termes hydronimiques. Glain se rapporte à « eau brillante » ; Salm à « eau un peu trouble ».

Le long de plusieurs des ruisseaux, particulièrement celui de Louxibou descendant vers Cierreux, celui de Bèchefa descendant vers Bèche, ainsi qu’aux sources du Salm, on constate la présence d’une quantité de tertres irréguliers et d’origine artificielle, appelés localement des « tambales ». Ils appartiennent à une bande qui va du plateau des Tailles jusqu’à la haute Amblève. Il s'agirait de résidus de délavages aurifères datant de l’âge du fer.

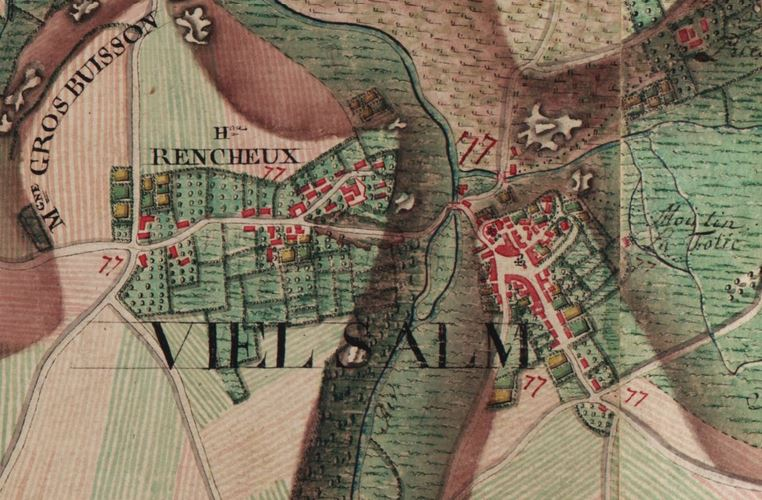
Vielsalm sur la carte de Ferraris, dressée dans les années 1770, quand Vielsalm faisait partie des Pays-Bas autrichiens.

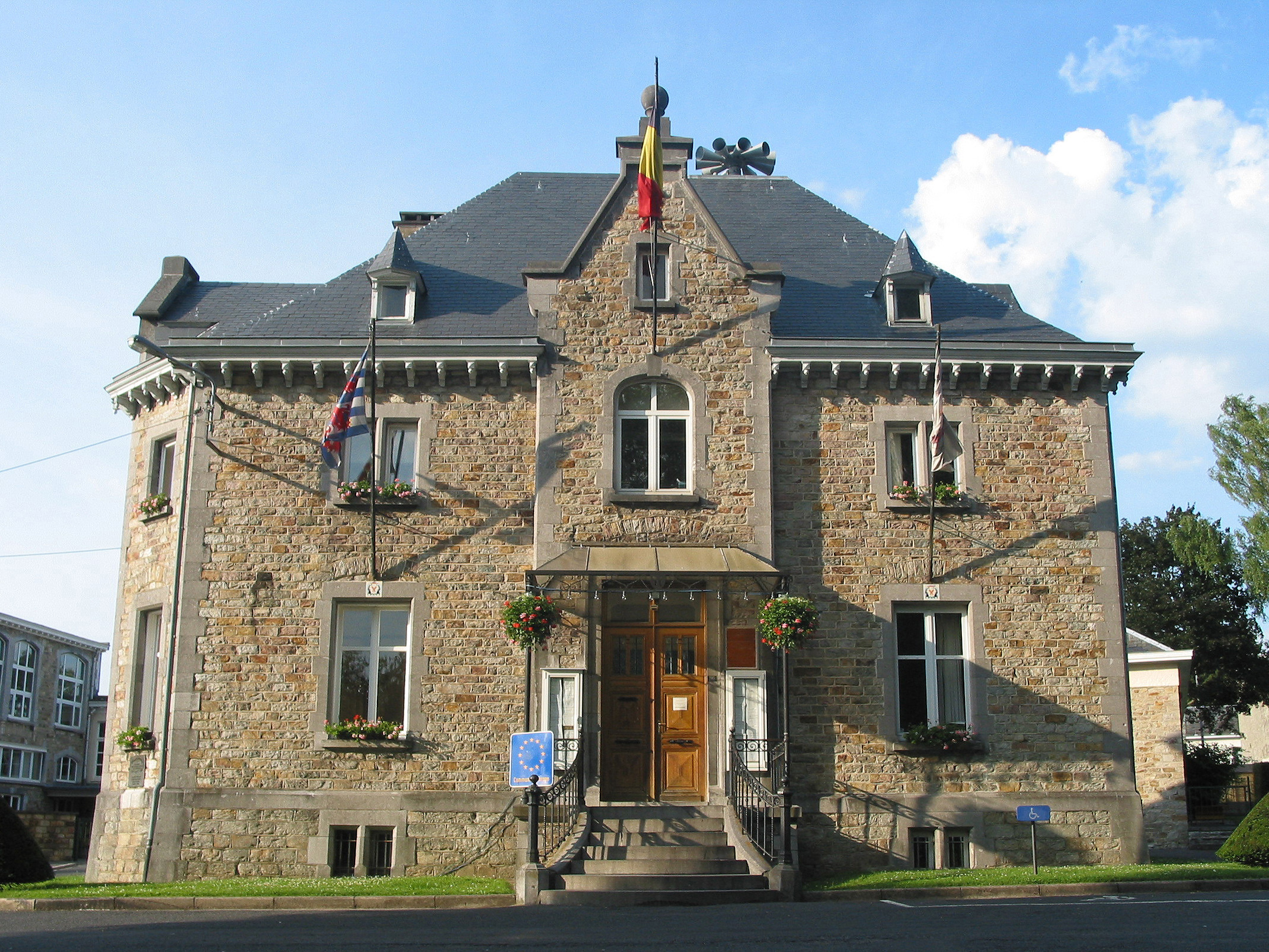
Hôtel de ville qui associe les pierres locales, donnant une typicité régionale : moellons d'arkose beige, ouvertures en grès beige taillé, ardoises violettes.

Parmi les plus anciennes traces de présence humaine connues sur le territoire de la commune, le trou des Massotais, une ancienne mine d'or exploitée par les Celtes.

### Le comté de Salm
Le comté de Salm-en-Ardenne, dont Vielsalm faisait partie, est né vers l’an 1000. Son existence apparaît à ce moment du fait qu’un document daté de 1034-35, mentionne pour la première fois un comte de Salm, soit « comes Gisilbertus de Salmo ». Ce personnage appartenait à la famille des seigneurs fondateurs de la dynastie des comtes de Luxembourg. C’était l'une des plus illustres de l’époque et elle possédait de vastes domaines entre Meuse et Moselle.
Avant l’an mil, ce territoire, devenu terre de Salm, était un îlot entouré de tous côtés par des terres de Stavelot et sa constitution primitive reste assez obscure. Le comté de Salm a vécu environ huit siècles ; le 1er octobre 1795 (9 vendémiaire an IV), les provinces des Pays-Bas furent rattachées à la France par un décret de la Convention, ce qui mit fin à l’existence du comté de Salm.

### Évolution de la situation administrative de Vielsalm[4]
- an III, Chef-lieu du 7e canton du département de l’Ourte, comprenant 17 localités.
- an VIII, appartenait à l’arrondissement communal de Malmedy.
- An X. Chef-lieu de canton comprenant 6 mairies.
- 1814, compris dans le département de l'Ourthe.
- 1815, compris dans la province de Liège.
- 1816, réuni à l’arrondissement judiciaire de Neufchâteau.
- 1818, réuni à la province de Luxembourg et à l’arrondissement administratif de Marche-en-Famenne.
- 1819, compris dans le district de Bastogne.
- 1822, compris dans le quartier de Bastogne.
- 1839, réuni à l’arrondissement judiciaire de Marche-en-Famenne.
- 1977, Chef-lieu de commune, lors de la fusion des communes de Bihain, Grand-Halleux, Petit-Thier et Vielsalm. À noter que plusieurs villages furent intégrés dans la nouvelle commune : Commanster (dépendant précédemment de Beho), Goronne (dépendant d’Arbrefontaine), Provedroux, le hameau de La Bedinne, quelques maisons des villages de Salmchâteau et de Sart (dépendants de Lierneux).

Vers 1900 une certaine bourgeoisie des milieux belges d'affaires et de la finance se retrouve à Vielsalm pour des séjours d'été et des parties de chasse. On y retrouve les familles Jacquier de Rosée, Desmanet de Biesme, de Jonghe d'Ardoye, de Spoelberghe, F. Brugmann, G. Nagelmackers, Saint-Paul de Sincay, del Marmol, Montfort. À l'exception notable de Jacquier de Rosée, Desmanet et Nyssens, ils ne s'impliquent pas dans l'industrie locale.

### La paroisse de Salm/Vielsalm
Il y a bien des siècles déjà qu’un centre paroissial s’est créé à l’endroit devenu Vielsalm ; mais on ne sait quand. Il s’agissait alors d’une grande paroisse régionale. Un document de 1131 mentionne l’existence de l’ « ecclesia de Salmes » ; c’est à propos de redevances dues par cette église à l’abbaye de Stavelot. Sans nul doute, cette église de Salm est l’ancienne paroisse de Salm qui a subsisté jusqu’en 1803. Ainsi signalée en 1131, elle existait alors déjà depuis longtemps, certainement, et sa création ne peut être due qu’au travail apostolique des moines de Stavelot. C’est vers 650 que l’abbé Remacle et ses compagnons s’installèrent à Stavelot et commencèrent sans tarder l’évangélisation de la région.
Cette paroisse de Salm était fort grande. Elle comprenait les territoires des anciennes communes de Grand-Halleux, Petit-Thier et Vielsalm, de même que les villages de Goronne, Cierreux et Commanster. Elle avait ainsi pris les limites de deux anciens domaines contigus. On ne sait quel a été son nom à son origine ; celui de « Salm » n’a pu lui être attribué qu’après la création du comté de même nom. Pendant longtemps, cette ancienne paroisse ne comporta qu’un seul édifice du culte, chapelle ou église, que tous les paroissiens rejoignaient en temps opportun.
Au cours des siècles, l’augmentation de la population notamment devait rendre l’église paroissiale trop petite, et d’accès trop éloigné pour bien des personnes. Aussi vit-on peu à peu des communautés villageoises en expansion s’efforcer d’avoir chez elles un édifice du culte également, avec un vicaire écolâtre, ce avec l’accord de l’autorité religieuse. Ainsi, Grand-Halleux eu sa chapelle déjà avant 1430, Commanster en 1683, Goronne en 1691,   Burtonville en 1703, Petit-Thier en 1704, Cierreux en 1704, Salmchâteau en 1725 et Ville-du-Bois en 1766.
La paroisse actuelle de Vielsalm est née en 1803, du démembrement de l’ancienne paroisse et à la suite du concordat napoléonien de 1801. La nouvelle organisation des paroisses fit aussi de Vielsalm le centre d’un doyenné du même nom. Cette nouvelle paroisse de Vielsalm ne comprit plus Cierreux, Goronne, Grand-Halleux, Petit-Thier, Salmchâteau. Plus tard, elle perdit encore Commanster en 1835, Ville-du-Bois en 1842, Neuville et Burtonville en 1913.
La paroisse de Vielsalm, ainsi que toutes celles du canton, sont passées le 15 janvier 1843 au diocèse de Namur, alors que précédemment, la région avait toujours fait partie du diocèse de Liège.

## Héraldique
|  | La commune possède des armes parlantes correspondant à celles de la maison de Salm, Salm voulant dire saumon en allemand. Blasonnement : D'argent à deux saumons adossés de gueules. - Délibération communale : 19 avril 1932 - Arrêté royal : 9 janvier 1934 - Moniteur belge : 16 février 1934 Source du blasonnement : Lieve Viaene-Awouters et Ernest Warlop, Armoiries communales en Belgique, Communes wallonnes, bruxelloises et germanophones, t. 2 : Communes wallonnes M-Z, Communes bruxelloises, Communes germanophones, Bruxelles, Dexia, 2002. p. 775 |

## Politique et administration

### Conseil et collège communal 2024-2030
| Collège communal   |                 |                                    |
| ------------------ | --------------- | ---------------------------------- |
| Bourgmestre        | Elie Deblire    | Les Engagés - Liste du Bourgmestre |
| 1er Échevin        | Thibault Willem | Les Engagés - Liste du Bourgmestre |
| 2e Échevin         | Marc Jeusette   | Les Engagés - Liste du Bourgmestre |
| 3e Échevine        | Anne Klein      | Liste du Bourgmestre               |
| 4e Échevin         | Simon Lejeune   | Liste du Bourgmestre               |
| Présidente du CPAS | Mélanie Luxen   | Liste du Bourgmestre               |

### Jumelage
Vielsalm est jumelée avec  Bruyères (France), une ville des Vosges (Lorraine).

### Sécurité et secours
La commune fait partie de la zone de police Famenne-Ardenne pour les services de police, ainsi que de la zone de secours Luxembourg pour les services de pompiers. Le numéro d'appel unique pour ces services est le 112.

## Patrimoine et culture

### Patrimoine architectural
- Église paroissiale Saint-Gengoux.

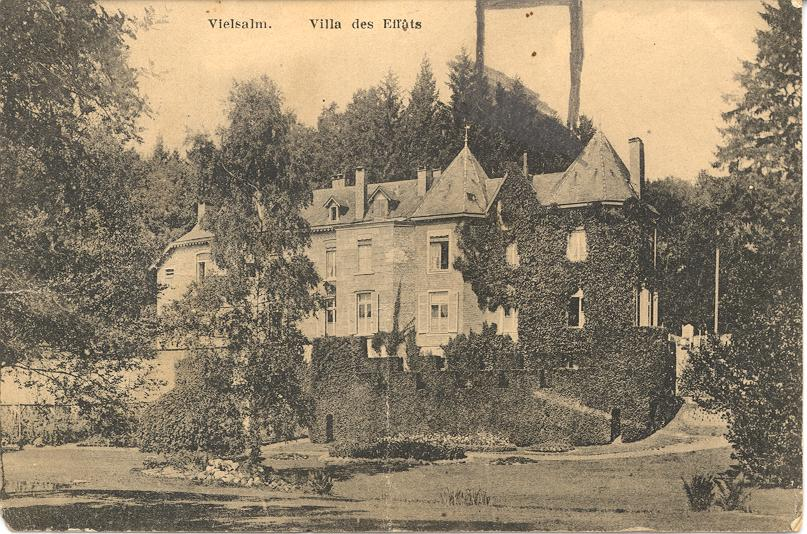
La villa des Effâts (Vielsalm), vers 1918, rue de la Grotte, 11.

- Chapelle Notre-Dame du Luxembourg.
- La 'Petite Croix'.
- Maison Lambert.
- Ancienne maison Ruth.

- Villa des Effâts[6] (Vielsalm).
- Maison communale.
- Lac des Doyards.
- Le patrimoine immobilier classé.

### Culture

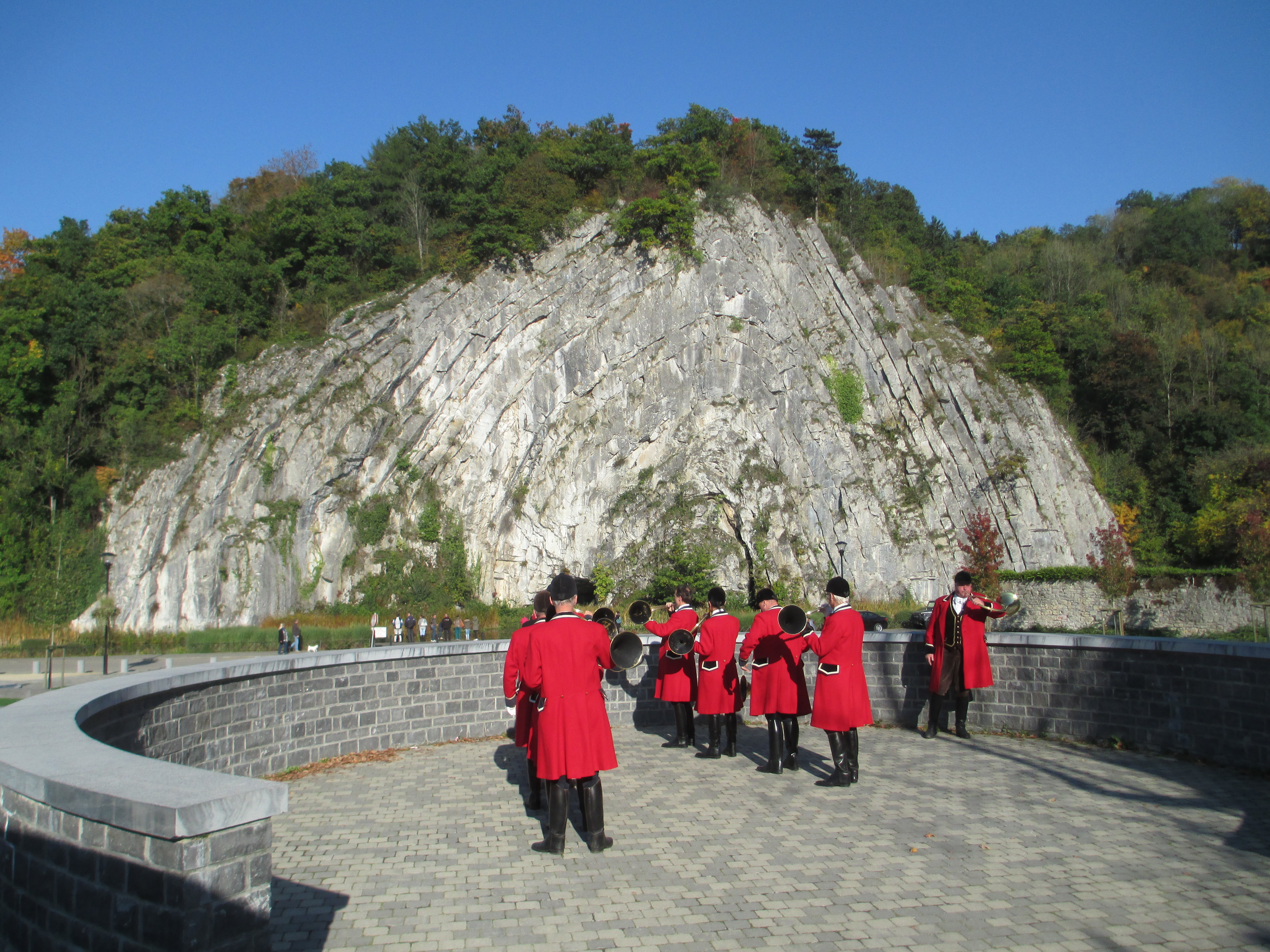
Les sonneurs de trompes de chasse du "Débuché de Vielsalm" en concert devant le rocher d'Homalius (ou roche à la Falize) de Durbuy (11 octobre 2015).

#### Fête des myrtilles
Chaque année, le 21 juillet, a lieu à Vielsalm la « fête des myrtilles » au cours de laquelle est organisé un défilé « carnavalesque » avec notamment ses fameuses macrales.

#### Débuché de Vielsalm
Le « Débuché de Vielsalm », groupe de sonneurs de trompes de chasse, a animé durant plusieurs années la Foire de la Saint-Hubert de novembre à Theux, notamment à 14 h lors de la bénédiction des chevaux et des animaux de compagnie, rue Chaussée et place de l'Église, et le soir, à 18 h, pour la bénédiction et la messe dans l'église Saints-Hermès-et-Alexandre de Theux.
Le « Débuché de Vielsalm », auparavant nommé « Rallye Saint-Gengoux », a fêté le 16 mai 2015 ses 50 ans d'existence et s'est vu remettre le titre de Société Royale.

## Particularités de Vielsalm en images

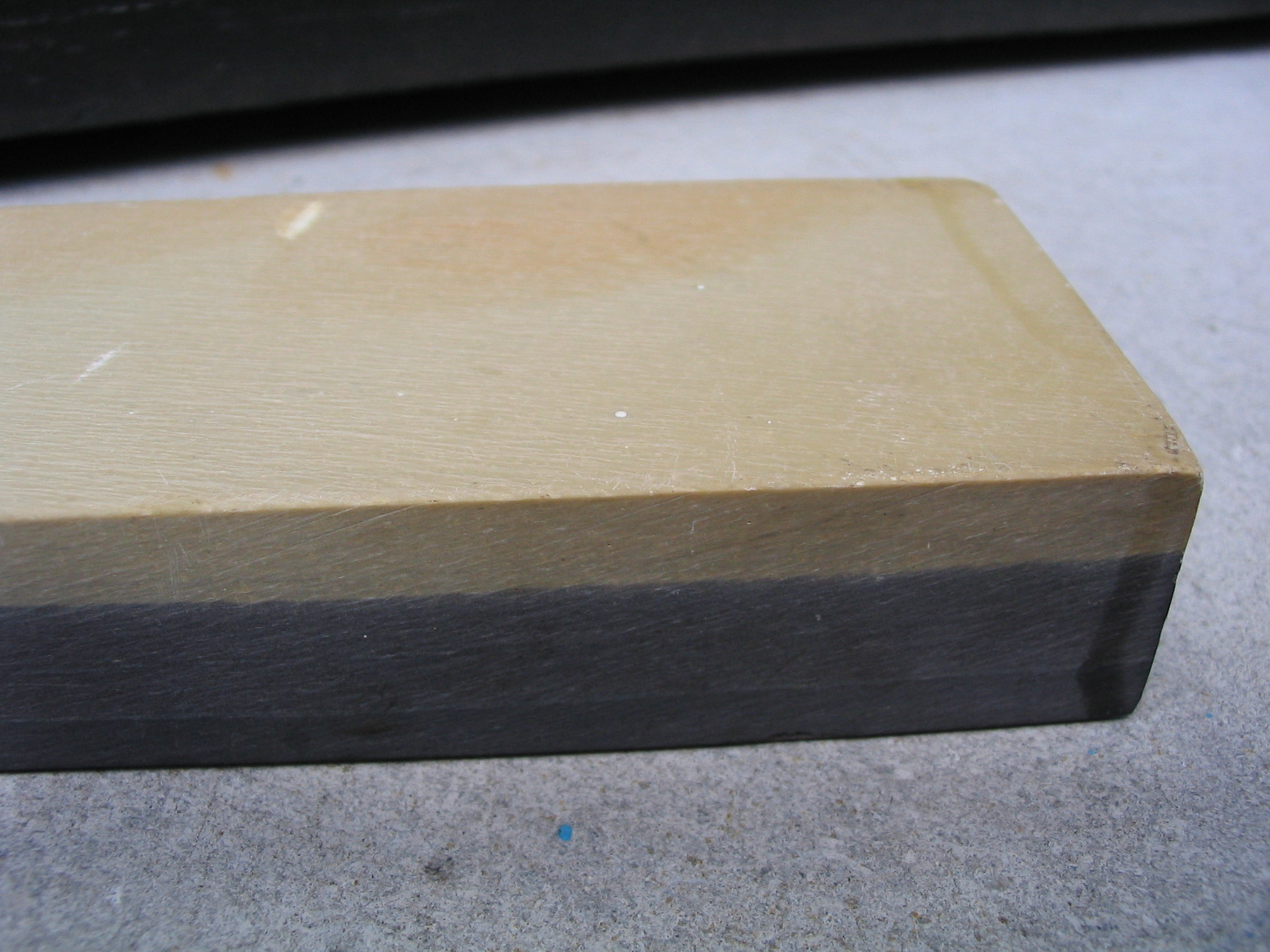
Coticule de Vielsalm.
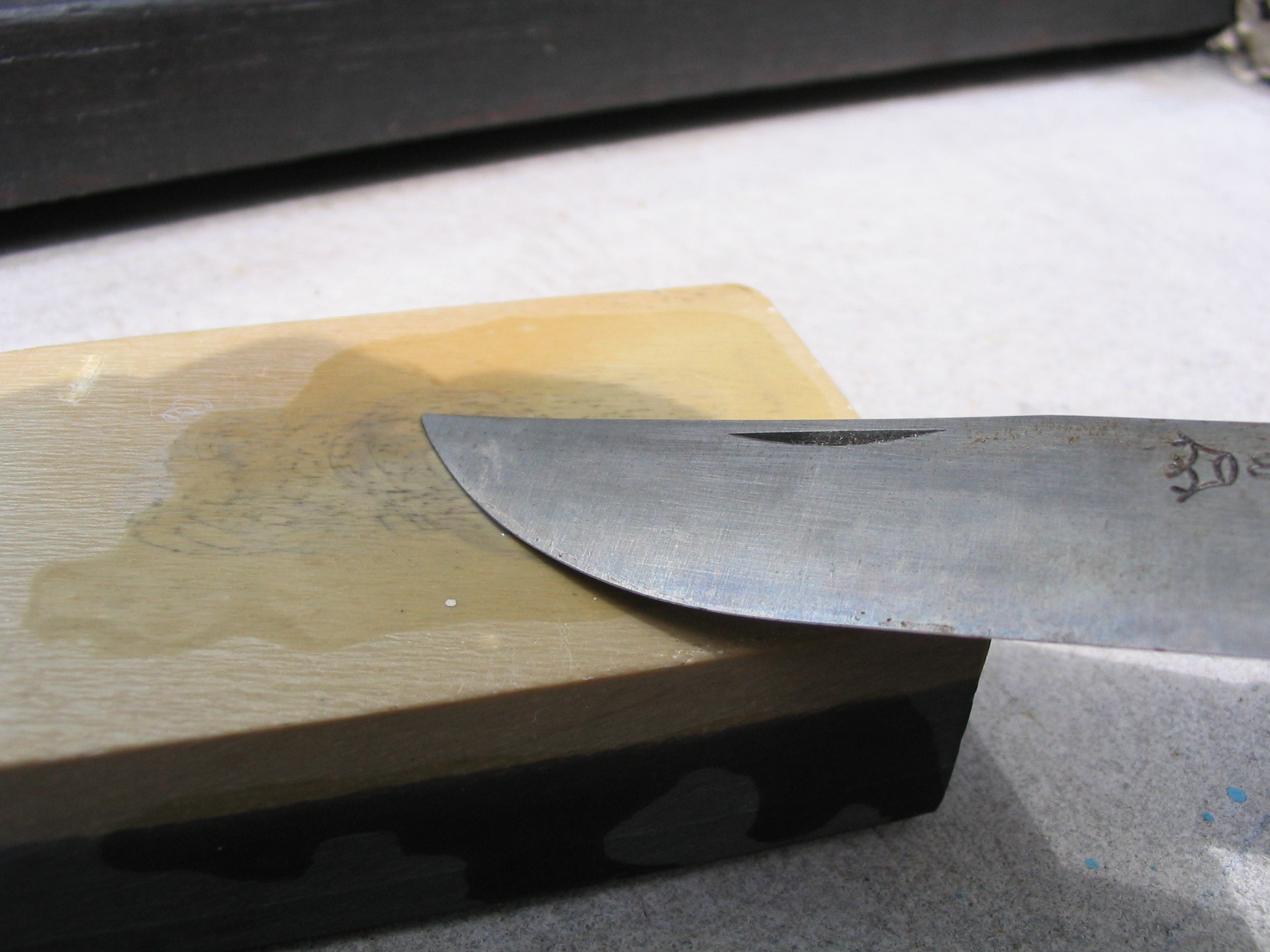
Aiguisage d'un couteau.
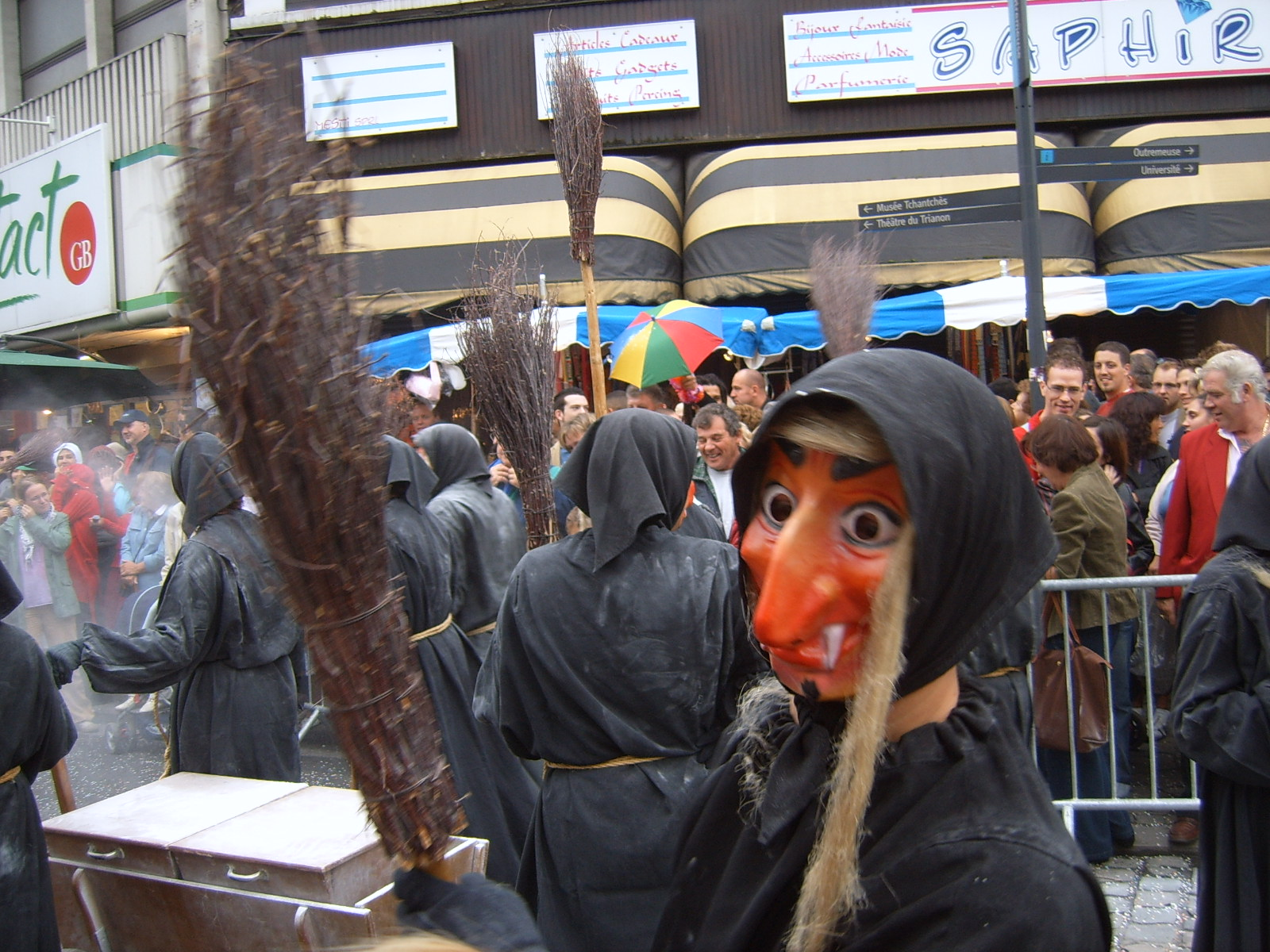
Macrales (sorcières) de Vielsalm aux fêtes d'Outremeuse.
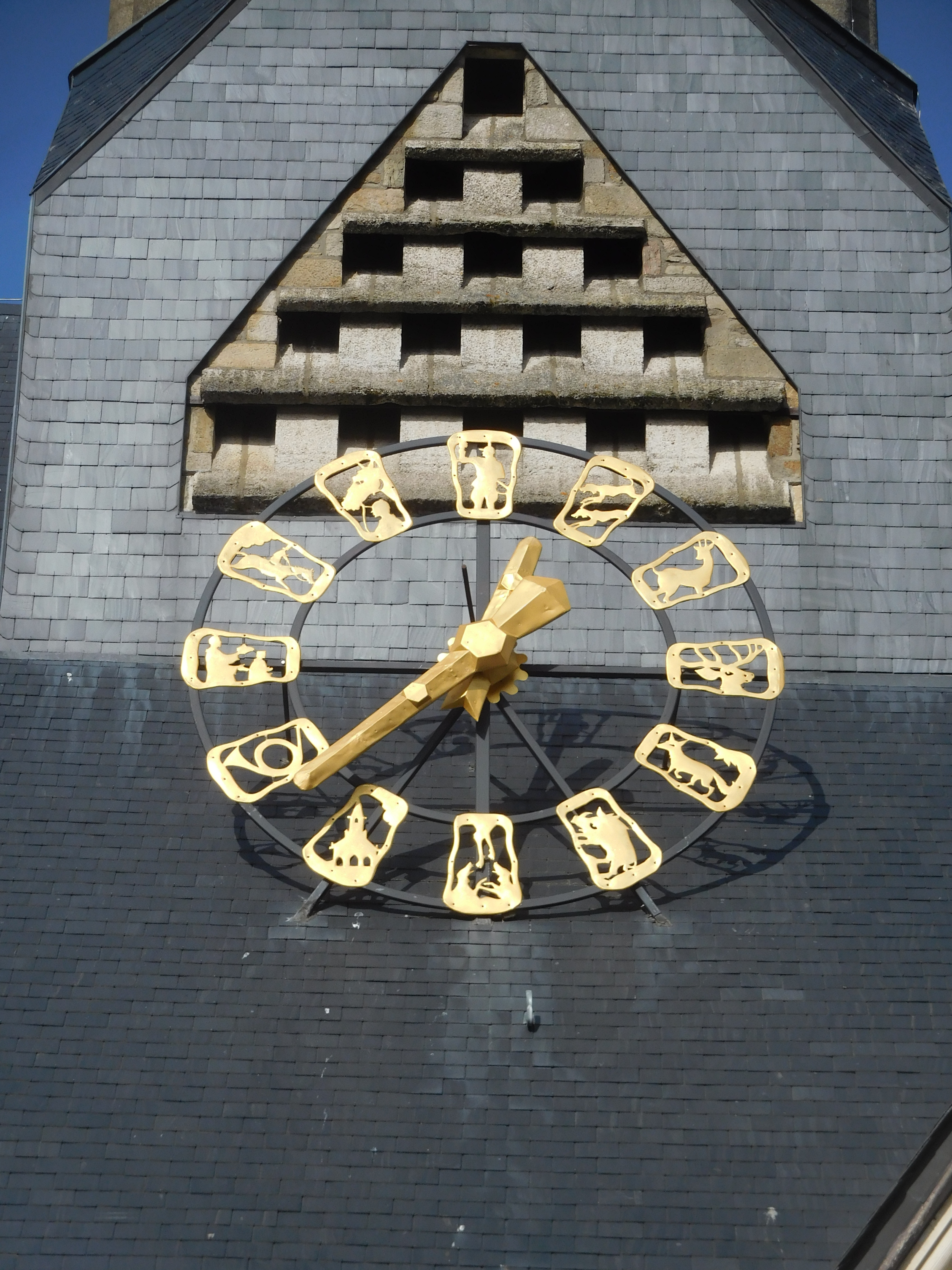
Le cadran-sud de l'horloge de l'église Saint-Gengoux, illustre différents aspects de la chasse à courre.

### Illustrations du début duXXesiècle

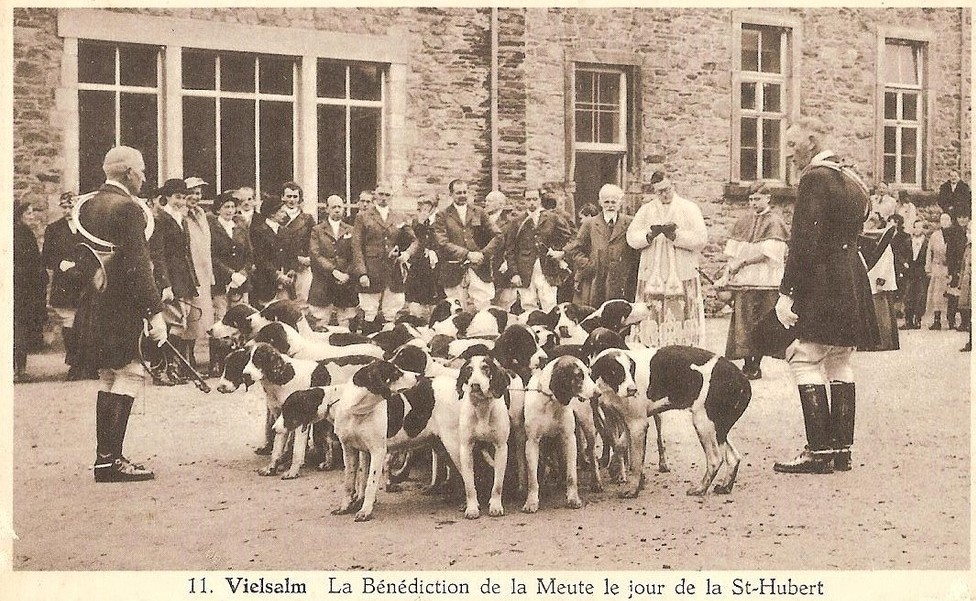
Bénédiction de la meute lors de la fête de Saint Hubert vers 1903.
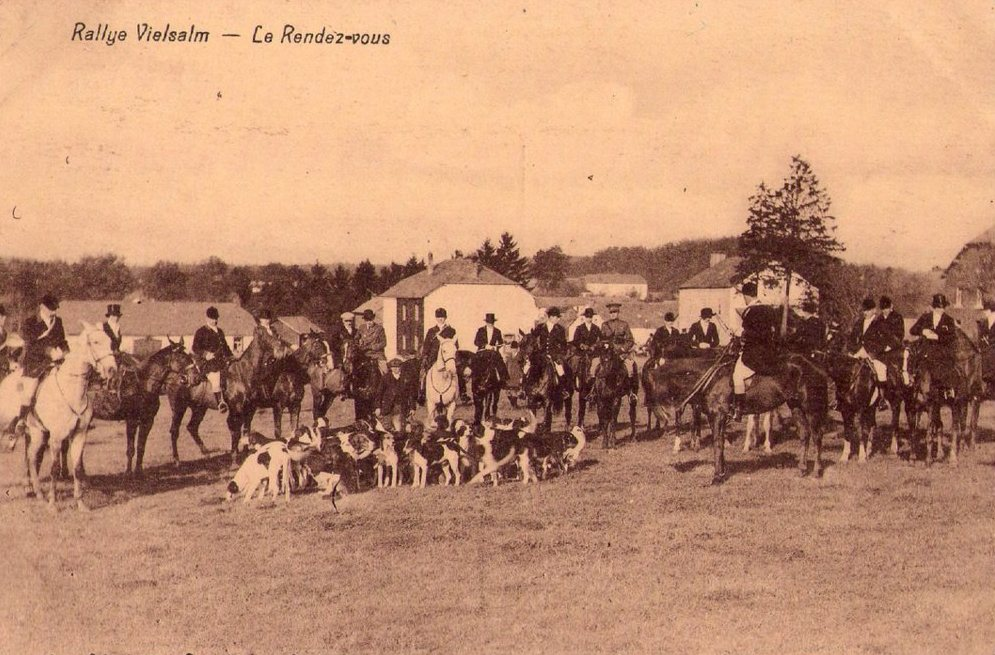
Le Rallye, le rendez-vous vers 1904.
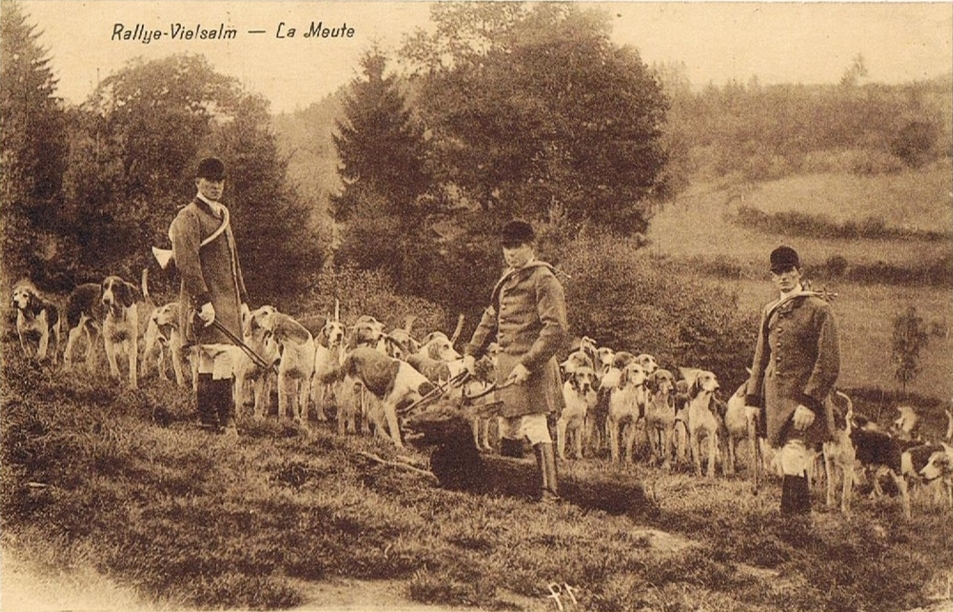
Le Rallye, la meute et son cerf.
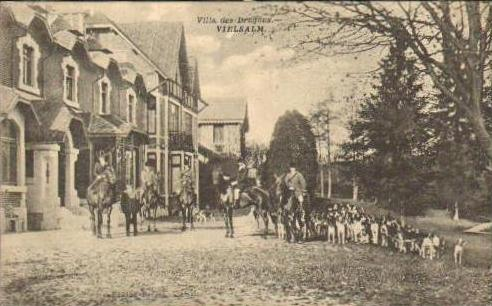
La meute à la villa des Dragons chez Monsieur Gaston de Sinçay.

## Économie
La ville a connu une importante exploitation de l'ardoise, et d'une pierre à aiguiser locale, le coticule.
La commune compte actuellement un zoning industriel à Burtonville, où sont implantées de petites et moyennes entreprises.

### Transports
La commune est traversée du sud au nord par la route nationale 68 joignant Eynatten à Deiffelt (Belgique). La gare de Vielsalm se trouve sur la ligne 42 Rivage-Gouvy.

## Personnalités
- Jean Bertholet (1688-1755), historien du Luxembourg, est né à Vielsalm.
- Guillaume Joseph Dupaix (1746-1817), capitaine du régiment des dragons du Mexique, pionnier de l'archéologie précolombienne au Mexique.
- Alfred Janssen, ingénieur, né à Cologne le 11 octobre 1864, époux de Marguerite Battaille, née à Liège le 30 août 1881, habitaient la villa Les Effâts à Vielsalm.
- Norbert Diderrich (1867-1925), ingénieur des mines, membre de l'expédition d'Alexandre Delcommune au Congo.
- Léopold Le Maire, juge de paix, administrateur des Ardoisières de la Salm en 1889[10].
- Jos Lemaire (1891-1972), peintre belge, y est né.
- Jean Englebert (né en 1928 à Vielsalm), architecte, professeur à l'Université de Liège.
- Olivier Werner (né le 16 avril 1985), joueur de football du RAEC Mons.

## Vie associative